# Rajella fuliginea
Rajella fuliginea е вид акула от семейство Морски лисици (Rajidae). Видът не е застрашен от изчезване.

## Разпространение и местообитание
Разпространен е във Венецуела, Доминика, Колумбия, Мартиника, Мексико (Веракрус, Кампече, Табаско и Тамаулипас), САЩ (Алабама, Луизиана, Мисисипи, Тексас и Флорида) и Сейнт Лусия.
Обитава крайбрежията на морета и заливи. Среща се на дълбочина от 613 до 1280 m, при температура на водата от 4,3 до 7,3 °C и соленост 34,9 – 35 ‰.